# Богуслав Берка из Дубы
Богуслав Берка из Дубы (чеш. Bohuchval Berka z Dubé; до 1590 — после 1621) — чешский политический деятель из знатного рода, представители которого владели землями на севере королевства. Родился до 1590 года в семье Алеша Альбрехта Берки из Дубы и его жены Гризельды Попел из Лобковиц. Поддержал антигабсбургское восстание 1618 года, стал членом нового чешского правительства (Директории). Король Фридрих Пфальцский назначил его высочайшим бургграфом Чешского королевства. После поражения в 1620 году Богуслав бежал из Чехии, был заочно приговорён к смертной казни и конфискации имущества. Умер в эмиграции, причём дата смерти неизвестна.
Богуслав был женат на Магдалене Катержине Славате из Хлума и Кошумберка, дочери Захариаша Славаты и Анны Кржинецкой из Ронова. В этом браке родились сын Алеш и дочь Гризельда.